# 圣马丹东
圣马丹东（法語：Saint-Martin-Don，法語發音：[sɛ̃ maʁtɛ̃ dɔ̃] ⓘ）是法国卡尔瓦多斯省的一个旧市镇，属于维尔区。2016年，圣马丹东与临近的19个市镇合并为新市镇苏勒夫尔昂博卡日。

## 地名
法语人名在日常人名译名以及《世界人名翻譯大辭典》、《法语姓名译名手册》等主流人名译名类书籍资料中多译作“马丁”，不过在《世界地名翻译大辞典》、《世界地名译名词典》和《法国地图册》等主流地名译名类书籍资料中多译作“马丹”。

## 地理
圣马丹东（48°55'41"N, 0°56'43"W）面积7.6 平方千米，位于法国诺曼底大区卡爾瓦多斯省，该省份为法国西北部沿海省份，北濒大西洋英吉利海峡，东北与滨海塞纳省以海上边界相接，东临厄尔省，南至奧恩省，西与芒什省接壤。
与圣马丹东接壤的市镇（或旧市镇、城区）包括：博梅尼勒、康波、朗代勒和库皮尼、马卢埃、蓬贝朗热、圣玛丽洛蒙。
圣马丹东的时区为UTC+01:00、UTC+02:00（夏令时）。

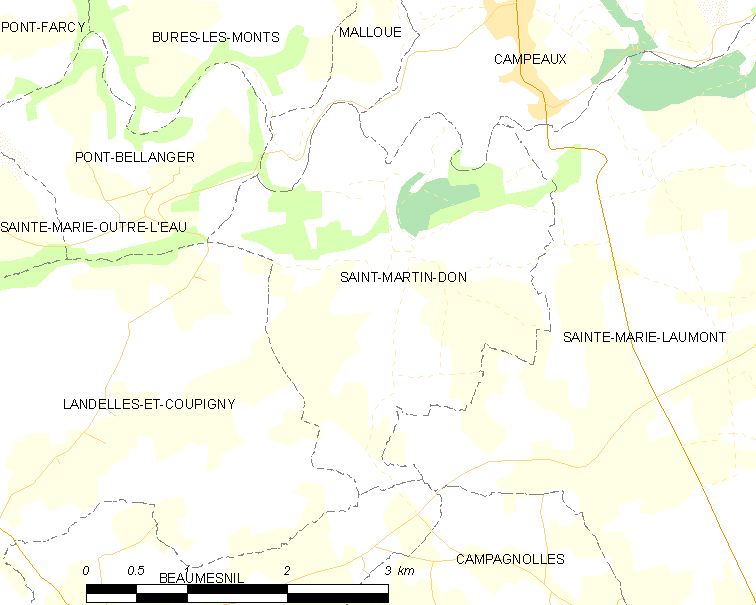
圣马丹东的OSM定位图

## 行政
圣马丹东的邮政编码为14350，INSEE市镇编码为14632。

## 政治
圣马丹东所属的省级选区为诺曼底地区孔代县。

## 人口

1962-2008年间圣马丹东人口变化图示

圣马丹东于2018年1月1日时的人口数量为256人。